# William Shepherd
William McMichael Shepherd (* 26. července 1949 v Oak Ridge, Tennessee, USA) byl původně potápěč v Navy SEALs, elitní jednotce amerického námořnictva. Od května 1984 se stal členem oddílu astronautů NASA. Do vesmíru se poprvé dostal roku 1988 na palubě raketoplánu Atlantis (let STS-27), kosmický let si zopakoval ještě roku 1990 a 1992 (mise STS-41 a STS-52). Začátkem roku 1996 byl jmenován velitelem Expedice 1 na Mezinárodní vesmírnou stanici (ISS), na stanici pobýval s ruskými kolegy Sergejem Krikaljovem a Jurijem Gidzenkem od počátku listopadu 2000 do března 2001. Celkem strávil při čtyřech letech ve vesmíru 159 dní, 7 hodin a 49 minut.

## Život

### Mládí
William Shepherd se narodil v Oak Ridge v Tennessee, dětství prožil ve městě Babylon ve státě New York. Roku 1967 absolvoval střední školu ve Scottsdale v Arizoně, poté studoval na Námořní akademii (U.S. Naval Academy, roku 1971 studium ukončil jako bakalář. Od roku 1971 sloužil v Námořnictvu USA, zprvu v oddílu podvodních demolic na základně v San Diegu, od roku 1973 v oddíle Navy SEALs. Roku 1978 získal titul strojniho inženýra a inženýra-oceánografa na MITu. Později byl přeložen na velitelství námořnictva ve Washingtonu, od roku 1983 velel 20. oddílu lodí zvláštního určení (Special Boat Unit „Twenty“).

### Astronaut
Úspěšně se přihlásil do 10. náboru NASA a 23. května byl zařazen do oddílu astronautů NASA. Absolvoval roční všeobecnou kosmickou přípravu ve které získal kvalifikaci letový specialista.
Zúčastnil se tří krátkodobých letů raketoplánem Space Shuttle. Poprvé mise STS-27 raketoplánu Atlantis ve dnech 2. až 6. prosince 1988. Podruhé letu STS-41 raketoplánu Discovery ve dnech 6. až 10. října 1990. Potřetí mise STS-52 raketoplánu Columbia od 22. října do 1. listopadu 1992.
Od listopadu 1993 do ledna 1996 byl zástupcem vedoucího programu ISS v NASA.

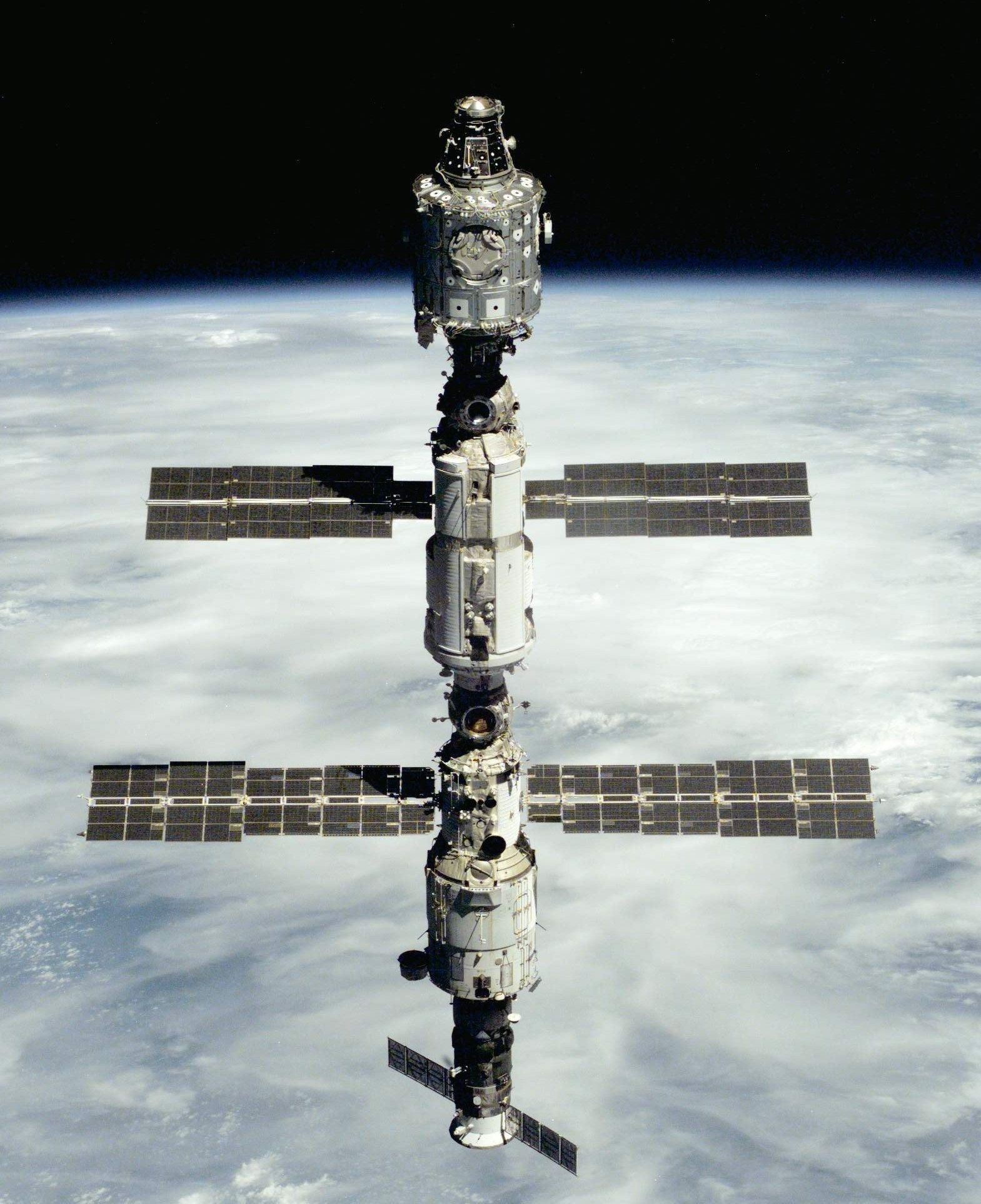
Stanice ISS 18. září 2000. Shora moduly Unity, Zarja, Zvezda a loď Progress M1-3

V lednu 1996 jej NASA jmenovala velitelem Expedice 1, první stálé posádky stanice ISS. V důsledku zpoždění při výstavbě stanice vzlétli členové Expedice 1 – William Shepherd, Jurij Gidzenko a Sergej Krikaljov až 31. října 2000. Na stanici je dopravila kosmická loď Sojuz TM-31, spojení s ISS proběhlo 2. listopadu 2000. Kosmonauti se zabydleli na stanici, přijali dvě zásobovací lodi Progress a dvě návštěvy raketoplánů – mise STS-97 a STS-98. Třetí raketoplán – Discovery při letu STS-102 v březnu 2001 přivezl novou posádku ISS (Expedici 2) a trojice tvořící první základní posádku stanice se s ním vrátila na Zem po 140 dnech, 23 hodinách a 38 minutách letu.
Počátkem ledna 2002 odešel z oddílu astronautů, v srpnu téhož roku i z NASA. Poté pracoval ve štábu Speciálního válečného velitelství námořnictva (Naval Special Warfare Command) jako civilní odborník (činnou vojenskou službu opustil v lednu 2002).